# KBS 뉴스 7
《KBS 뉴스 7》(KBS NEWS 7)는 KBS 1TV에서 매주 평일 오후 7시에 방송 중인 저녁 종합 뉴스 프로그램이다.

## 프로그램 소개
'1시간 빠른 정통 종합 뉴스'로 타사 8시 뉴스보다 1시간 빨리 그날 일어난 다양한 소식을 전달합니다.
기존 35분에서 40분으로 늘어나 알찬 소식을 빠르게 전하겠습니다.

## 개요
KBS 7시 뉴스로 읽는다.

## 방송 시간
- 현재 방송 시간은 2019년 1월 1일부터 기준으로 한다.
- 명절·공휴일에는 20분으로 단축 방송·편성된다.[3]
- 긴급·특집 뉴스가 방송되면 KBS 뉴스특보·특집 KBS 뉴스 7로 방송·편성된다.

### 평일
| 방송 채널 | 방송 기간                           | 방송 시간                                                                                        | 비고 |
| --------- | ----------------------------------- | ------------------------------------------------------------------------------------------------ | ---- |
| KBS 1TV   | 1965년 4월 5일 ~ 1965년 7월 9일     | 매주 평일 저녁 7시 ~ 저녁 7시 5분 (5분)                                                          |      |
| KBS 1TV   | 1967년 10월 30일 ~ 1968년 10월 11일 | 매주 평일 저녁 7시 ~ 저녁 7시 15분 (15분)                                                        |      |
| KBS 1TV   | 1986년 11월 3일 ~ 1987년 2월 27일   | 매주 평일 저녁 7시 ~ 저녁 7시 15분 (15분)                                                        |      |
| KBS 1TV   | 1970년 4월 13일 ~ 1970년 12월 18일  | 매주 평일 저녁 7시 40분 ~ 저녁 8시 (20분)                                                        |      |
| KBS 1TV   | 1972년 4월 3일 ~ 1972년 10월 20일   | 매주 평일 저녁 7시 40분 ~ 저녁 8시 (20분)                                                        |      |
| KBS 1TV   | 1977년 4월 4일 ~ 1980년 4월 4일     | 매주 평일 저녁 7시 40분 ~ 저녁 8시 (20분)                                                        |      |
| KBS 1TV   | 1972년 10월 23일 ~ 1973년 10월 5일  | 매주 평일 저녁 7시 40분 ~ 저녁 8시 (20분)                                                        |      |
| KBS 1TV   | 1973년 10월 8일 ~ 1973년 11월 30일  | 매주 평일 저녁 7시 40분 ~ 8시 5분 (25분)                                                         |      |
| KBS 1TV   | 1973년 12월 3일 ~ 1974년 4월 21일   | 매주 평일 저녁 7시 40분 ~ 저녁 7시 55분 (15분)                                                   |      |
| KBS 1TV   | 1974년 4월 24일 ~ 1974년 6월 15일   | 매주 평일 저녁 7시 40분 ~ 저녁 8시 (20분)                                                        |      |
| KBS 1TV   | 1974년 6월 18일 ~ 1974년 9월 14일   | 매주 평일 저녁 7시 40분 ~ 저녁 7시 55분 (15분)                                                   |      |
| KBS 1TV   | 1974년 9월 17일 ~ 1975년 4월 18일   | 매주 평일 저녁 7시 40분 ~ 저녁 8시 (20분)                                                        |      |
| KBS 1TV   | 1975년 4월 21일 ~ 1976년 1월 9일    | 매주 평일 7시 40분 ~ 저녁 8시 (20분)                                                             |      |
| KBS 1TV   | 1976년 1월 12일 ~ 1976년 2월 13일   | 매주 평일 저녁 7시 40분 ~ 저녁 8시 (20분)                                                        |      |
| KBS 1TV   | 1976년 2월 16일 ~ 1976년 4월 9일    | 매주 평일 저녁 7시 40분 ~ 저녁 8시 (20분)                                                        |      |
| KBS 1TV   | 1976년 4월 12일 ~ 1976년 7월 2일    | 매주 평일 저녁 7시 40분 ~ 저녁 8시 (20분)                                                        |      |
| KBS 1TV   | 1976년 7월 5일 ~ 1976년 10월 28일   | 매주 평일 저녁 7시 40분 ~ 저녁 8시 (20분)                                                        |      |
| KBS 1TV   | 1976년 11월 1일 ~ 1977년 4월 2일    | 매주 평일 저녁 7시 40분 ~ 저녁 8시 (20분)                                                        |      |
| KBS 1TV   | 1980년 4월 7일 ~ 1980년 7월 25일    | 매주 평일 저녁 7시 40분 ~ 저녁 8시 5분 (25분)                                                    |      |
| KBS 1TV   | 1980년 7월 28일 ~ 1980년 9월 5일    | 매주 평일 저녁 6시 30분 ~ 저녁 6시 55분 (25분)                                                   |      |
| KBS 1TV   | 1980년 9월 8일 ~ 1981년 9월 4일     | 매주 평일 저녁 6시 30분 ~ 저녁 7시 (30분)                                                        |      |
| KBS 1TV   | 1981년 9월 7일 ~ 1982년 9월 17일    | 매주 평일 저녁 7시 ~ 오후 7시 20분 (20분)                                                        |      |
| KBS 1TV   | 1988년 3월 7일 ~ 1988년 4월 29일    | 매주 평일 저녁 7시 ~ 오후 7시 20분 (20분)                                                        |      |
| KBS 1TV   | 1982년 9월 20일 ~ 1984년 1월 5일    | 매주 평일 저녁 6시 30분 ~ 저녁 6시 40분 (10분)                                                   |      |
| KBS 1TV   | 1984년 1월 6일 ~ 1984년 3월 9일     | 매주 평일 저녁 6시 15분 ~ 저녁 6시 25분 (10분)                                                   |      |
| KBS 1TV   | 1984년 3월 12일 ~ 1985년 3월 8일    | 매주 평일 저녁 6시 ~ 저녁 6시 10분 (10분)                                                        |      |
| KBS 1TV   | 1985년 3월 11일 ~ 1985년 11월 1일   | 매주 평일 저녁 7시 ~ 저녁 7시 10분 (10분)                                                        |      |
| KBS 1TV   | 1987년 3월 2일 ~ 1987년 10월 9일    | 매주 평일 저녁 7시 ~ 저녁 7시 25분 (25분)                                                        |      |
| KBS 1TV   | 1989년 3월 6일 ~ 1992년 4월 3일     | 매주 평일 저녁 7시 ~ 저녁 7시 25분 (25분)                                                        |      |
| KBS 1TV   | 1987년 10월 12일 ~ 1988년 3월 4일   | 매주 평일 저녁 7시 ~ 저녁 7시 30분 (30분)                                                        |      |
| KBS 1TV   | 2002년 10월 28일 ~ 2011년 5월 27일  | 매주 평일 저녁 7시 ~ 저녁 7시 30분 (30분)                                                        |      |
| KBS 1TV   | 2011년 5월 29일 ~ 2016년 4월 22일   | 매주 평일 저녁 7시 ~ 저녁 7시 30분 (30분)                                                        |      |
| KBS 1TV   | 1988년 5월 2일 ~ 1989년 3월 2일     | 매주 월요일 ~ 목요일 저녁 7시 ~ 저녁 7시 40분 (40분)                                             |      |
| KBS 1TV   | 1992년 4월 6일 ~ 1993년 4월 30일    | 매주 평일 저녁 6시 55분 ~ 저녁 7시 20분 (25분)                                                   |      |
| KBS 1TV   | 1993년 5월 3일 ~ 1993년 10월 15일   | 매주 월요일 ~ 목요일 저녁 7시 ~ 저녁 7시 25분 (25분) 금요일 저녁 6시 45분 ~ 저녁 7시             |      |
| KBS 1TV   | 1993년 10월 18일 ~ 1994년 2월 18일  | 매주 월요일 ~ 목요일 저녁 7시 ~ 저녁 7시 40분 (40분) 금요일 저녁 6시 15분 ~ 저녁 7시 30분 (75분) |      |
| KBS 1TV   | 1994년 2월 21일 ~ 1994년 3월 25일   | 매주 월요일 ~ 목요일 저녁 7시 ~ 저녁 7시 40분 (40분) 금요일 저녁 6시 15분 ~ 저녁 7시 35분 (80분) |      |
| KBS 1TV   | 1994년 3월 28일 ~ 1994년 10월 7일   | 매주 월요일 ~ 목요일 저녁 7시 ~ 7시 40분 (40분) 금요일 저녁 6시 15분 ~ 7시 25분 (1시간 10분)     |      |
| KBS 1TV   | 1994년 10월 10일 ~ 1995년 9월 8일   | 매주 평일 저녁 7시 ~ 저녁 7시 35분 (35분)                                                        |      |
| KBS 1TV   | 1998년 10월 12일 ~ 1999년 10월 15일 | 매주 평일 저녁 7시 ~ 저녁 7시 35분 (35분)                                                        |      |
| KBS 1TV   | 2000년 5월 1일 ~ 2001년 11월 2일    | 매주 평일 저녁 7시 ~ 저녁 7시 35분 (35분)                                                        |      |
| KBS 1TV   | 2016년 4월 25일 ~ 2018년 1월 23일   | 매주 평일 저녁 7시 ~ 저녁 7시 35분 (35분)                                                        |      |
| KBS 1TV   | 2018년 2월 5일 ~ 2018년 12월 31일   | 매주 평일 저녁 7시 ~ 저녁 7시 35분 (35분)                                                        |      |
| KBS 1TV   | 1995년 9월 11일 ~ 1998년 10월 10일  | 매주 평일 저녁 7시 ~ 저녁 7시 35분 (35분)                                                        |      |
| KBS 1TV   | 1999년 10월 18일 ~ 2000년 4월 29일  | 매주 평일 저녁 7시 ~ 저녁 7시 35분 (35분)                                                        |      |
| KBS 1TV   | 2018년 1월 24일 ~ 2018년 2월 2일    | 매주 평일 저녁 7시 ~ 저녁 7시 15분 (15분)                                                        |      |
| KBS 1TV   | 2019년 1월 1일 ~ 현재               | 매주 평일 저녁 7시 ~ 저녁 7시 40분 (40분)                                                        |      |
| KBS 2TV   | 2001년 11월 5일 ~ 2002년 10월 25일  | 매주 평일 저녁 7시 ~ 저녁 7시 45분 (45분)                                                        |      |

### 주말
| 방송 채널 | 방송 기간                           | 방송 시간                            |
| --------- | ----------------------------------- | ------------------------------------ |
| KBS 1TV   | 1972년 10월 23일 ~ 1973년 10월 7일  | 주말 저녁 7시 ~ 저녁 7시 10분 (10분) |
| KBS 1TV   | 1973년 10월 14일 ~ 1973년 11월 30일 | 주말 저녁 7시 ~ 저녁 7시 25분 (25분) |
| KBS 1TV   | 1973년 12월 8일 ~ 1974년 4월 21일   | 주말 저녁 7시 ~ 저녁 7시 15분 (15분) |
| KBS 1TV   | 1974년 4월 28일 ~ 1974년 6월 16일   | 주말 저녁 7시 ~ 저녁 7시 15분 (15분) |
| KBS 1TV   | 1974년 6월 22일 ~ 1974년 9월 15일   | 주말 저녁 7시 ~ 저녁 7시 15분 (15분) |
| KBS 1TV   | 1974년 9월 21일 ~ 1975년 4월 20일   | 주말 저녁 7시 ~ 저녁 7시 30분 (30분) |
| KBS 1TV   | 1975년 4월 21일 ~ 1976년 1월 11일   | 주말 저녁 7시 ~ 저녁 7시 20분 (20분) |
| KBS 1TV   | 1976년 1월 12일 ~ 1976년 2월 15일   | 주말 저녁 6시 ~ 저녁 6시 40분 (40분) |
| KBS 1TV   | 1976년 2월 16일 ~ 1976년 4월 11일   | 주말 저녁 6시 ~ 저녁 6시 30분 (30분) |
| KBS 1TV   | 1976년 4월 12일 ~ 1976년 7월 4일    | 주말 저녁 6시 ~ 저녁 6시 20분 (20분) |
| KBS 1TV   | 1976년 7월 5일 ~ 1976년 10월 31일   | 주말 저녁 6시 ~ 저녁 6시 15분 (15분) |
| KBS 1TV   | 1976년 11월 1일 ~ 1977년 4월 3일    | 주말 저녁 7시 ~ 저녁 7시 20분 (20분) |
| KBS 1TV   | 1995년 9월 4일 ~ 1998년 10월 11일   | 주말 저녁 7시 ~ 저녁 7시 30분 (30분) |
| KBS 1TV   | 1999년 10월 23일 ~ 2000년 4월 30일  | 주말 저녁 7시 ~ 저녁 7시 30분 (30분) |

## 앵커
- 현재 앵커는 2025년 3월 10일부터 기준으로 한다.

| 대수 | 진행자    | 진행자    | 진행 기간                           | 비고                        |
| 대수 | 남성      | 여성      | 진행 기간                           | 비고                        |
| ---- | --------- | --------- | ----------------------------------- | --------------------------- |
| 1대  | 박용호    | 빈칸      | 1986년 11월 3일 ~ 1987년 2월 28일   |                             |
| 2대  | 박용호    | 이병혜    | 1987년 3월 1일 ~ 1987년 7월 31일    |                             |
| 3대  | 박용호    | 정혜실    | 1987년 8월 1일 ~ 1987년 10월 11일   |                             |
| 4대  | 빈칸      | 정혜실    | 1987년 10월 12일 ~ 1988년 1월 10일  |                             |
| 5대  | 김승한    | 정혜실    | 1988년 1월 11일 ~ 1988년 4월 30일   | [ 4 ]                       |
| 6대  | 고수웅    | 故 정미홍 | 1988년 5월 1일 ~ 1989년 3월 5일     |                             |
| 7대  | 김준석    | 홍지수    | 1989년 3월 6일 ~ 1991년 5월 17일    |                             |
| 8대  | 빈칸      | 홍지수    | 1991년 5월 20일 ~ 1992년 10월 2일   | [ 5 ]                       |
| 9대  | 故 박태남 | 빈칸      | 1992년 10월 5일 ~ 1993년 4월 30일   | [ 6 ]                       |
| 10대 | 빈칸      | 황수경    | 1993년 5월 3일 ~ 1993년 7월 2일     |                             |
| 11대 | 빈칸      | 김성은    | 1993년 7월 5일 ~ 1993년 10월 15일   |                             |
| 12대 | 김광일    | 공정민    | 1993년 10월 18일 ~ 1994년 4월 29일  |                             |
| 13대 | 전인석    | 황정민    | 1994년 5월 2일 ~ 1995년 9월 2일     | [ 7 ] [ 8 ]                 |
| 14대 | 전인석    | 황수경    | 1995년 9월 4일 ~ 1997년 3월 1일     |                             |
| 15대 | 전인석    | 장은영    | 1997년 3월 3일 ~ 1997년 5월 3일     |                             |
| 16대 | 전인석    | 황정민    | 1997년 5월 5일 ~ 1998년 5월 2일     | [ 9 ]                       |
| 17대 | 이형걸    | 이규원    | 1998년 5월 4일 ~ 1998년 10월 10일   |                             |
| 18대 | 전인석    | 이규원    | 1998년 10월 12일 ~ 1999년 10월 15일 | [ 10 ]                      |
| 19대 | 전인석    | 윤영미    | 1999년 10월 18일 ~ 2001년 4월 27일  |                             |
| 20대 | 故 박태남 | 윤영미    | 2001년 4월 30일 ~ 2001년 11월 2일   | [ 11 ]                      |
| 21대 | 민경욱    | 황정민    | 2001년 11월 5일 ~ 2002년 10월 25일  |                             |
| 22대 | 전인석    | 이규원    | 2002년 10월 28일 ~ 2003년 6월 13일  | [ 12 ] [ 13 ]               |
| 23대 | 故 박태남 | 이규원    | 2003년 6월 16일 ~ 2003년 6월 20일   | [ 14 ]                      |
| 24대 | 故 박태남 | 국혜정    | 2003년 6월 23일 ~ 2004년 4월 30일   |                             |
| 25대 | 한상권    | 국혜정    | 2004년 5월 3일 ~ 2006년 3월 31일    |                             |
| 26대 | 한상권    | 김지윤    | 2006년 4월 3일 ~ 2008년 3월 28일    |                             |
| 27대 | 한상권    | 위서현    | 2008년 3월 31일 ~ 2008년 11월 14일  | [ 17 ]                      |
| 28대 | 김태규    | 위서현    | 2008년 11월 17일 ~ 2009년 10월 16일 | [ 18 ]                      |
| 29대 | 김은성    | 위서현    | 2009년 10월 19일 ~ 2010년 12월 31일 | [ 20 ] [ 21 ]               |
| 30대 | 이규봉    | 위서현    | 2011년 1월 3일 ~ 2012년 1월 27일    |                             |
| 31대 | 이규봉    | 윤수영    | 2012년 1월 30일 ~ 2012년 11월 16일  | [ 24 ] [ 25 ]               |
| 32대 | 이규봉    | 김윤지    | 2012년 11월 19일 ~ 2013년 10월 18일 | [ 26 ]                      |
| 33대 | 김희수    | 오정연    | 2013년 10월 21일 ~ 2014년 2월 28일  | [ 27 ]                      |
| 34대 | 박주경    | 김민정    | 2014년 3월 3일 ~ 2014년 12월 31일   | [ 28 ] [ 29 ]               |
| 35대 | 박주경    | 김진희    | 2015년 1월 2일 ~ 2016년 4월 22일    | [ 31 ]                      |
| 36대 | 이승기    | 박지현    | 2016년 4월 25일 ~ 2017년 6월 2일    | [ 33 ]                      |
| 37대 | 이승기    | 김윤지    | 2017년 6월 5일 ~ 2018년 2월 8일     | [ 34 ] [ 35 ]               |
| 38대 | 김은성    | 김윤지    | 2018년 2월 12일 ~ 2018년 4월 20일   | [ 37 ]                      |
| 39대 | 박노원    | 김윤지    | 2018년 4월 23일 ~ 2018년 12월 31일  | [ 39 ]                      |
| 40대 | 박노원    | 김솔희    | 2019년 1월 1일 ~ 2020년 6월 26일    | [ 40 ]                      |
| 41대 | 이규봉    | 김솔희    | 2020년 6월 29일 ~ 2021년 6월 11일   | [ 42 ] [ 43 ] [ 44 ]        |
| 42대 | 이규봉    | 이지연    | 2021년 6월 14일 ~ 2022년 1월 12일   | [ 45 ] [ 46 ]               |
| 43대 | 이규봉    | 박소현    | 2022년 3월 7일 ~ 2023년 4월 28일    | [ 48 ] [ 49 ]               |
| 44대 | 강성규    | 박소현    | 2023년 5월 1일 ~ 2023년 9월 1일     | [ 50 ]                      |
| 45대 | 강성규    | 김솔희    | 2023년 9월 4일 ~ 2024년 5월 17일    | [ 51 ] [ 52 ]               |
| 46대 | 한상권    | 박지현    | 2024년 5월 20일 ~ 2025년 3월 7일    | [ 55 ] [ 56 ] [ 57 ] [ 58 ] |
| 47대 | 김희수    | 허유원    | 2025년 3월 10일 ~ 현재              | [ 59 ] [ 60 ]               |

## 기상 캐스터
- 김규리 KBS 기상 캐스터

## 코너

### 방영 코너
| 코너명          | 진행자                           |
| --------------- | -------------------------------- |
| 오늘의 주요뉴스 | 김희수 아나운서, 허유원 아나운서 |
| KBS 월드뉴스    |                                  |
| 날씨            | 김규리 기상 캐스터               |
| 클로징          | 김희수 아나운서, 허유원 아나운서 |

#### 오늘의 주요뉴스
헤드라인 뉴스 코너.

#### 날씨
기상 정보 코너.

### 종영 코너
| 코너명   | 진행자                           |
| -------- | -------------------------------- |
| 네트워크 | 김희수 아나운서, 허유원 아나운서 |

#### 네트워크
지역 뉴스 코너. 《KBS 뉴스네트워크》 시절부터 방송됐는데 2016년부터 《KBS 뉴스 5》로 코너를 이동했다가 2020년에 폐지됐는데 당시에는 지역총국을 연결해서 지역 뉴스를 진행했다. 그러다가 2023년부터 《KBS 뉴스 7》에서 코너가 다시 신설되면서 현재는 본사 뉴스 스튜디오에서 진행하는 앵커가 지역 뉴스를 진행했다.

## 타이틀 변천사
- 현재 타이틀은 2011년 5월 30일부터 기준으로 한다.[61]

| 기수 | 프로그램 타이틀     | 방송 기간                           |
| ---- | ------------------- | ----------------------------------- |
| 1기  | KBS 뉴스            | 1965년 4월 5일 ~ 1965년 7월 9일     |
| 2기  | KBS 뉴스            | 1967년 10월 30일 ~ 1968년 10월 11일 |
| 3기  | KBS 뉴스와 일기해설 | 1970년 4월 13일 ~ 1971년 10월 8일   |
| 4기  | KBS 오늘의 뉴스     | 1971년 10월 11일 ~ 1977년 4월 3일   |
| 5기  | KBS 뉴스            | 1977년 4월 4일 ~ 1981년 9월 4일     |
| 6기  | KBS 7시 뉴스        | 1981년 9월 7일 ~ 1982년 9월 17일    |
| 7기  | KBS 뉴스            | 1982년 9월 20일 ~ 1984년 10월 26일  |
| 8기  | KBS 뉴스센터        | 1984년 10월 29일 ~ 1985년 11월 1일  |
| 9기  | KBS 7시 뉴스        | 1986년 11월 3일 ~ 1987년 2월 27일   |
| 10기 | KBS 전국 7시 뉴스   | 1987년 3월 2일 ~ 1988년 3월 4일     |
| 11기 | KBS 7시 뉴스        | 1988년 3월 7일 ~ 1988년 4월 29일    |
| 12기 | 와이드 정보 700     | 1988년 5월 2일 ~ 1989년 3월 2일     |
| 13기 | KBS 저녁뉴스        | 1989년 3월 6일 ~ 1993년 4월 30일    |
| 14기 | KBS 뉴스            | 1993년 5월 3일 ~ 1993년 10월 15일   |
| 15기 | KBS 뉴스네트워크    | 1993년 10월 18일 ~ 2001년 11월 2일  |
| 16기 | KBS 뉴스 7 (2TV)    | 2001년 11월 5일 ~ 2002년 10월 25일  |
| 17기 | KBS 뉴스네트워크    | 2002년 10월 28일 ~ 2011년 5월 27일  |
| 18기 | KBS 뉴스 7          | 2011년 5월 30일 ~ 현재              |

## 지역 방송국 프로그램
- KBS 경인 1TV, KBS 울산 1TV를 제외한 지역 방송국에서는 월요일부터 목요일 오후 7시부터 지역 뉴스를 방송·편성한다.
- 금요일 오후 7시 20분부터 KBS1 로고 아래에 있는 뉴스 7이라는 워터마크가 사라진 후 KBS 경인 1TV, KBS 울산 1TV를 포함해서 지역 뉴스를 방송·편성한다.
- KBS 경인 1TV, KBS 울산 1TV는 평일 오후 7시 20분부터 KBS1 로고 아래에 있는 뉴스 7이라는 워터마크가 사라진 후 지역 뉴스를 방송·편성한다.
- DMB TV에서는 편성하지 않는다.

| 방송 채널    | 방송 권역                          | 프로그램                  | 진행자                                           |
| ------------ | ---------------------------------- | ------------------------- | ------------------------------------------------ |
| KBS 경인 1TV | 경기도 인천광역시                  | KBS 뉴스 7 경기·인천      | 이가회                                           |
| KBS 춘천 1TV | 강원특별자치도                     | KBS 뉴스 7 강원           | 월요일 ~ 목요일 : 이의선, 정은숙 금요일 : 김수연 |
| KBS 대전 1TV | 대전광역시 세종특별자치시 충청남도 | KBS 뉴스 7 대전·세종·충남 | 월요일 ~ 목요일 : 송민석, 김숙경 금요일 : 김숙경 |
| KBS 청주 1TV | 충청북도                           | KBS 뉴스 7 충북           | 월요일 ~ 목요일 : 이만영, 최인희 금요일 : 최인희 |
| KBS 대구 1TV | 대구광역시 경상북도                | KBS 뉴스 7 대구·경북      | 월요일 ~ 목요일 : 김상배, 이채령 금요일 : 이채령 |
| KBS 부산 1TV | 부산광역시                         | KBS 뉴스 7 부산           | 최현호                                           |
| KBS 창원 1TV | 경상남도                           | KBS 뉴스 7 경남           | 월요일 ~ 목요일 : 송지원 금요일 : 윤준건         |
| KBS 울산 1TV | 울산광역시                         | KBS 뉴스 7 울산           | 가은혜                                           |
| KBS 광주 1TV | 광주광역시 전라남도                | KBS 뉴스 7 광주·전남      | 월요일 ~ 목요일 : 양창희, 유도희 금요일 : 유도희 |
| KBS 전주 1TV | 전북특별자치도                     | KBS 뉴스 7 전북           | 월요일 ~ 목요일 : 진유민, 주수빈 금요일 : 진유민 |
| KBS 제주 1TV | 제주특별자치도                     | KBS 뉴스 7 제주           | 월요일 ~ 목요일 : 문준영, 정현정 금요일 : 정현정 |

## 편성 변경
- 2024년 1월 1일 : 동해안 일본 지진 해일 관련 뉴스 특보 편성으로 인해 《6시 내고향》이 끝난 후 오후 7시 20분부터 오후 7시 40분까지 20분 단축 편성

## 결방
- 2008년 8월 8일 : 《2008 베이징 올림픽》 개막식 편성으로 인해 결방
- 2008년 8월 19일 : 《2008 베이징 올림픽》 중계 방송 편성으로 인해 결방
- 2008년 8월 25일 : 2008 베이징 올림픽 우리나라 선수단 환영 국민대축제 방송 편성으로 인해 결방
- 2017년 9월 4일 ~ 2017년 12월 29일 : KBS 파업으로 인해 해당 내용만 확대 편성
- 2018년 1월 1일 ~ 2018년 1월 23일 : KBS 파업으로 인해 해당 내용만 확대 편성
- 2022년 2월 3일 : 《방송 3사 합동 초청 2022 대선 후보 토론》 편성으로 인해 결방
- 2023년 2월 20일 : 특별 생방송 시리아, 튀르키예 지진피해 모금 방송·편성으로 인해 결방
- 2023년 3월 3일 : 《공영방송 50주년 특집 당신의 KBS 우리의 50년》 편성으로 인해 결방
- 2023년 10월 20일 : 《제104회 전국 체육 대회》 개막식 편성으로 인해 결방
- 2024년 7월 29일 ~ 2024년 8월 9일 : 《2024 파리 올림픽》 중계 방송 편성으로 인해 결방
- 2024년 8월 16일 : 《2024 파리 올림픽 기념 국민 대축제》 편성으로 인해 결방

## 경쟁 프로그램
- MBC 5시 뉴스와 경제 (MBC TV)
- SBS 오 뉴스 (SBS TV)
- YTN 뉴스PLUS (YTN)
- 뉴스프라임 (연합뉴스TV)